# Асанов, Джамантай
Джаманта́й Аса́нов (кирг. Жамантай Асанов; 1918 год, село Кыш-Булак — 1997, с. Кыш-Булак, Узгенский район) — звеньевой колхоза «Эркин-Тоо» Узгенского района Ошской области, Киргизская ССР. Герой Социалистического Труда (1949)

## Биография
Родился в 1918 году в крестьянской семье в селе Кыш-Булак (ныне — Узгенский район).
С 1936 года — разнорабочий одного из колхозов Узгенского района.
Участвовал в Великой Отечественной войне. После демобилизации возвратился в родное село. С 1945 по 1953 года — звеньевой полеводческой бригады колхоза «Эркин-Тоо» Узгенского района.
В 1948 году звено Джамантая Асанова собрало в среднем по 23,1 центнеров пшеницы с каждого гектара ан участке площадью 30,3 гектаров. Указом Президиума Верховного Совета СССР от 16 мая 1949 года удостоен звания Героя Социалистического Труда с вручением ордена Ленина и золотой медали «Серп и Молот».
В 1973 году вышел на пенсию. С 1976 года — персональный пенсионер союзного значения.